# Middletown Car Works

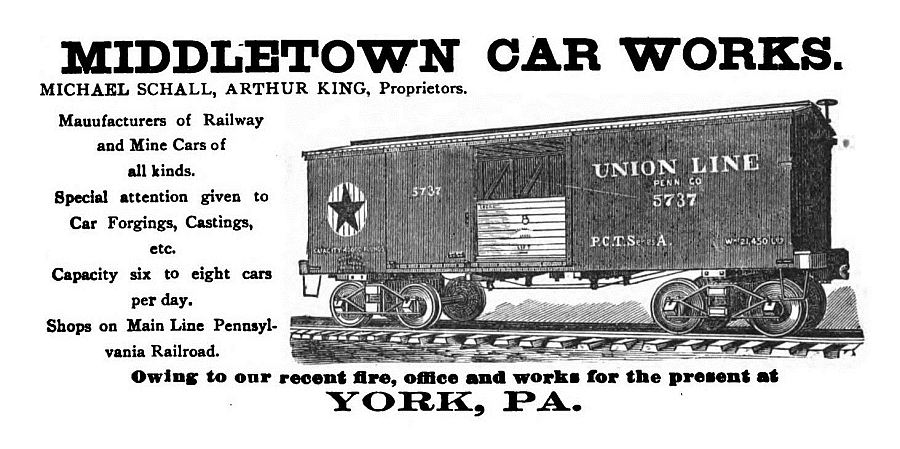
Zeitungsanzeige von 1888

Die Middletown Car Works waren eine US-amerikanische Wagenbauanstalt in Middletown, Pennsylvania.

## Geschichte

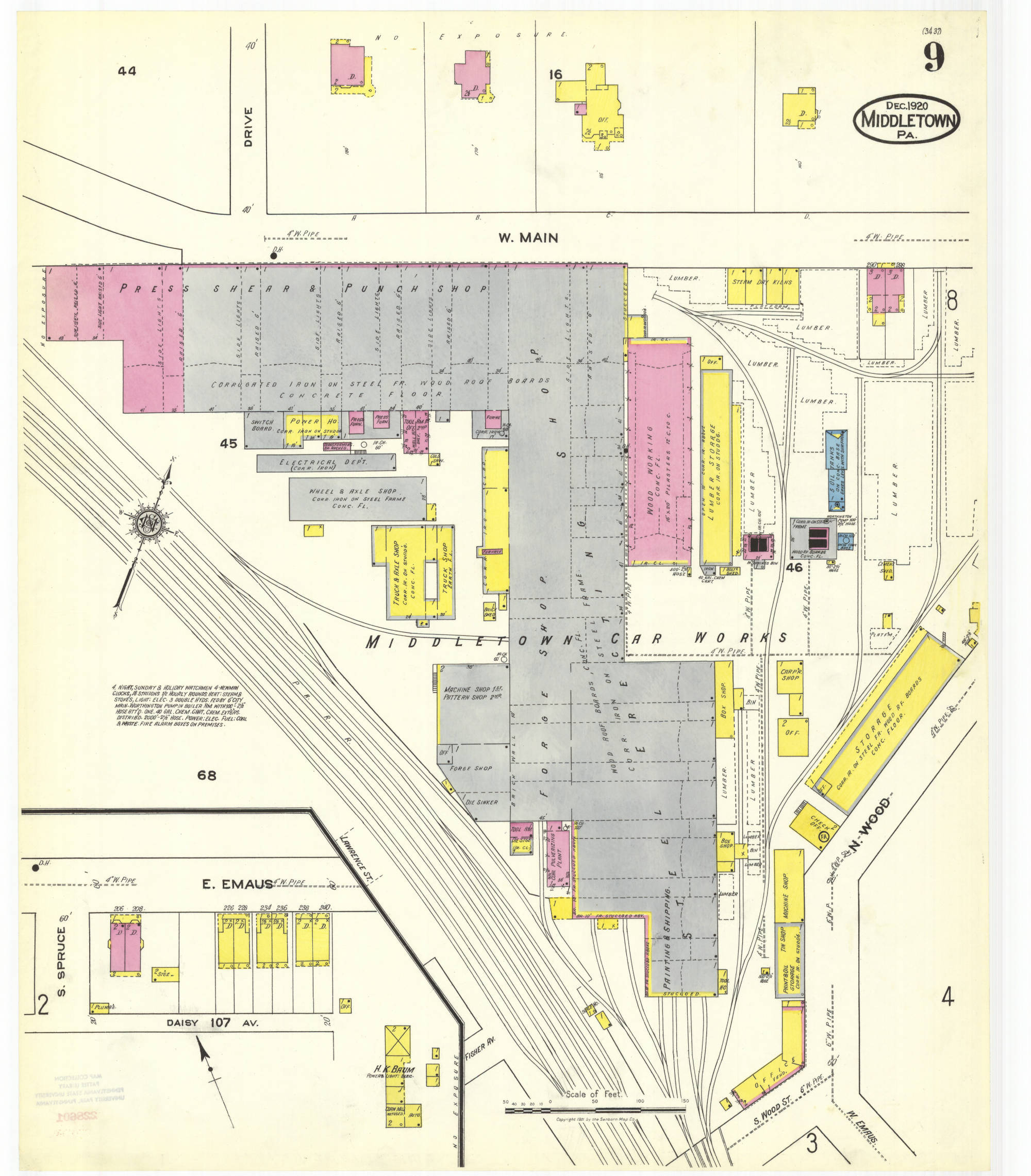
Grundriss der Werkstätten 1920

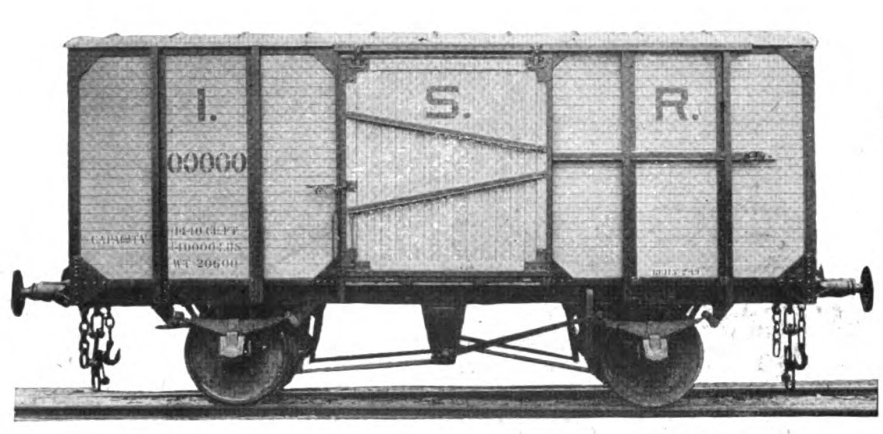
Güterwagen für die Indian State Railways, 1920

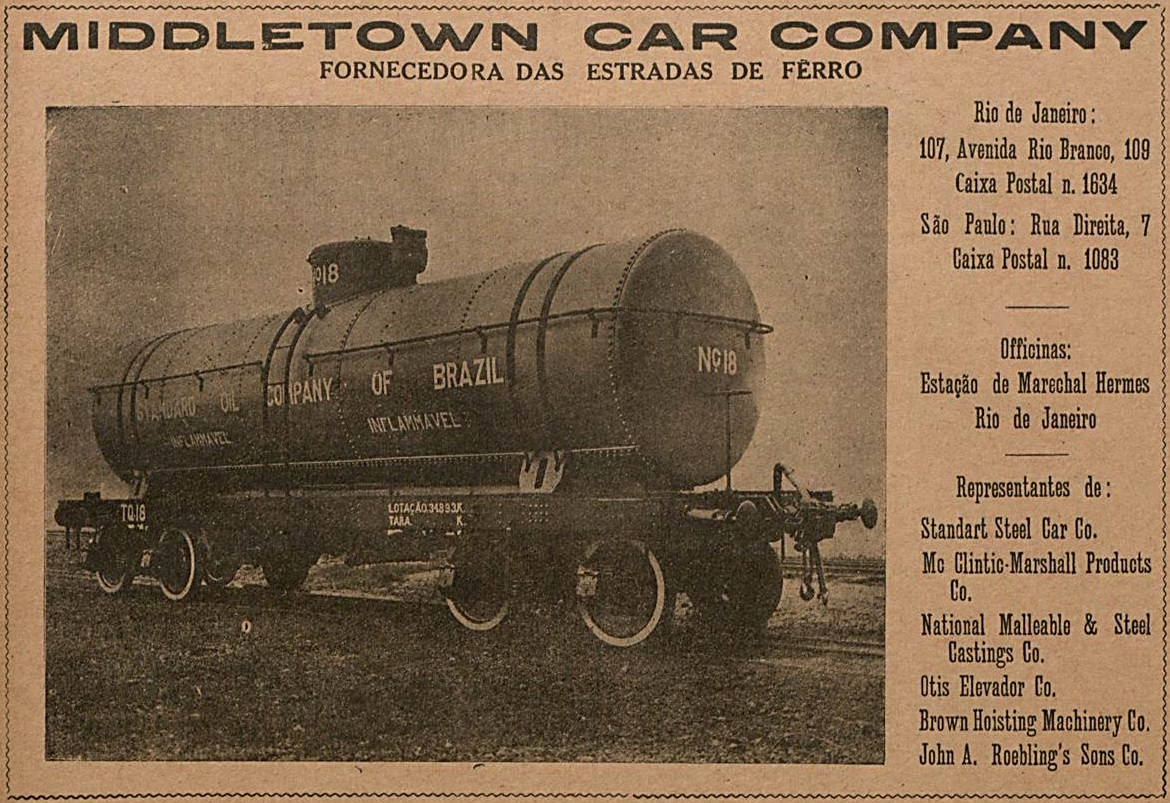
Anzeige aus einer brasilianischen Fachzeitschrift 1925

Die Werkstätten in Middletown wurden erstmals am 15. April 1869 unter dem Namen Middletown Car and Manufacturing Company gegründet und Mitte der 1870er Jahre wegen wirtschaftlicher Schwierigkeiten wieder geschlossen. Über die damaligen Eigentümer ist sehr wenig bekannt.
1879 kauften Michael Schall und Arthur King das Werksgelände und begannen unter dem Namen Middletown Car Works erneut mit der Produktion von Eisenbahnwagen. Schall war bereits Inhaber der Empire Car Works in York und King einer seiner leitenden Angestellten. In den 1890ern schied Schall aus dem Unternehmen aus und King wurde zum Alleininhaber.
Produziert wurde in erster Linie für den heimischen Markt, aber auch für Eisenbahngesellschaften in vielen anderen Ländern. 1904 bekam das Unternehmen einen Auftrag von den argentinischen Staatsbahnen über 640 Güterwagen. Dies war damals der größte Exportauftrag für Eisenbahnwagen, den eine US-amerikanische Wagenbauanstalt bis dahin erhalten hatte. 1905 folgte ein Auftrag über 500 Güterwagen für das Japanische Eisenbahnministerium. 1906 kamen Aufträge von den Chilean State Railways, der chinesischen Regierung, der Bolivia Railway Company und der Philippine Railway Company.
Am 1. Oktober 1909 gründete King eine neue Gesellschaft unter dem Namen Middletown Car Company. 1912 verkaufte King das Unternehmen an die Standard Steel Car Company, die es als eigenständige Tochtergesellschaft weiterführte. Im gleichen Jahr eröffnete die neue Gesellschaft ein weiteres Werk in Rio de Janeiro in Brasilien. Zu diesem Zeitpunkt war King nach wie vor Präsident der Gesellschaft. Wann genau King aus dem Unternehmen ausschied, ist nicht bekannt. 1918 wurde auch im französischen Aytré eine Waggonfabrik aufgebaut, aus der 1920 das Unternehmen Entreprises Industrielles Charentaises (EIC) hervorging.
In den 1920ern entstanden in den Werken in Middletown, Aytré und Rio de Janeiro Güterwagen für viele Eisenbahngesellschaften in Argentinien, Brasilien, Chile, Uruguay und anderen Ländern. Auch die französischen Staatsbahnen und die Indian State Railways zählten zu den Kunden.
1930 fusionierte die Middletown Car Company mit der Pullman Palace Car Company. Im selben Jahr wurde das Werk in Middletown geschlossen und das Werk in Brasilien unter dem Namen Pullman-Standard Car Export Corporation weitergeführt. EIC in Frankreich behielt seinen Firmennamen und wurde 1956 von Brissonneau et Lotz übernommen.